# قرق‌خانه رفتک
قُرُق‌خانه رَفَتَک (ترکمنی: Repetek goraghanasy، رپتک قوْراغ‌حاناسؽ) نام یک منطقه حفاظت‌شده بیابانی در استان لب آب ترکمنستان است. این منطقه حفاظت‌شده به خاطر وجود بزمجه بیابانی (نام محلی زَمزَن) و بیشه‌های سیاه‌تاغ خود معروف است.